# Schlacht an der Worskla
Die Schlacht an der Worskla war eine der größten und blutigsten Auseinandersetzungen in der mittelalterlichen Geschichte Osteuropas. Sie wurde am 12. August 1399 zwischen der Goldenen Horde unter Emir Edigü und Timur Kutlugh und den Truppen des Großfürsten Vytautas aus dem Großfürstentum Litauen an der namengebenden Worskla, einem Nebenfluss des Dnepr in der heutigen Ukraine, ausgetragen.

## Politische Situation
In der zweiten Hälfte des 14. Jahrhunderts rivalisierten der Großfürst Vytautas und Dmitri Donskoi von Moskau um die fruchtbaren südlichen Länder, die früher zum Machtbereich der Goldenen Horde gehört hatten. Als die Macht der Tataren im Schwinden war, besiegte Dmitri Donskoi die Horde 1380 auf dem Schnepfenfeld. Einige Jahre später wurde er in Moskau von Khan Toktamisch belagert.

## Beginn der Schlacht
Toktamisch wurde nach Konflikten innerhalb der Horde von Khan Timur Kutlugh und Emir Edigü entthront, die von Tamerlan unterstützt wurden. Als Toktamisch daraufhin Vytautas um Hilfe bat, stellte dieser bereitwillig eine Armee aus Litauern, Belarussen, Russen, Mongolen, Polen und Deutschrittern zusammen. Diese Armee traf an der Worskla, einem Nebenfluss des Dnepr, auf die zahlenmäßig überlegenen Tataren.

## Verlauf
Obgleich die litauische Armee sehr gut ausgerüstet war (unter anderem mit Kanonen), konnte sie einem Angriff in ihrem Rücken durch Reserveeinheiten Edigus nicht widerstehen. Vytautas konnte gerade noch entkommen, mindestens 18 Gediminiden wurden getötet, dazu zahlreiche Ritter des Kontingentes des Deutschen Ordens. „Und das Christenblut floß wie Wasser bis an die Wälle Kiews“, schrieb ein Chronist.
Die siegreichen Tataren belagerten Kiew. Inzwischen war allerdings Timur Kutlugh an den Wunden, die er in der Schlacht davongetragen hatte, gestorben, und Toktamisch wurde von einem seiner eigenen Leute ermordet.

## Bedeutung
Vytautas’ Niederlage an der Worskla beendete die litauischen Expansionsbestrebungen nach Südruthenien. Sein Staat verlor zudem den Zugang zum Schwarzen Meer. Die Litauer konzentrierten sich nun auf den Kampf um nördlichere Fürstentümer wie Smolensk.
Die an Vytautas’ Seite kämpfenden Tataren siedelten sich in Polen-Litauen an und wurden zum Kern des Islam in Polen, Litauen und Belarus.
Es kann vermutet werden, dass durch die Niederlage bei der Schlacht an der Worskla eine eigenständige belarussische und ukrainische Identität erhalten geblieben ist. Bei einem Sieg wäre Vytautas zum Herrn über ganz Osteuropa geworden und Moskau wäre möglicherweise von Litauen einverleibt worden. Dies ist nicht eingetreten, da sich Litauen durch die Niederlage näher an Polen wenden musste, mit dem es über König Władysław Jagiełło in einer Personalunion verbunden war. Ein Ergebnis dieser Einflüsse, so der polnische Historiker Stanisław Kot, war die Tatsache, dass man bereits nach 100 Jahren Grenzpfosten der abendländischen Kultur am Dnepr und der Düna aufstellen konnte, da die Ideen und Werte, nach denen Paris und Rom lebten, bereits die östlichen Grenzen von Belarus erreicht hatten. „Abendländische kulturelle Impulse konnten nur dort wirksam werden, wo die Rus geteilt war und vom polnisch-litauischen Staat organisiert wurde, womit über Jahrhunderte hinweg eine kulturelle Synthese gelang, die schließlich in jenen Ländern ihre Entwicklung fand, die wir heute Belarus und Ukraine nennen,“ bemerkt der Historiker Andrzej Nowak.